# Katharine Sophia Bailey Kane
Katharine o Katherine Sophia Bailey de Kane (11 de marzo de 1811 - 25 de febrero de 1886) fue una botánica, taxónoma, y exploradora irlandesa, que desarrolló una intensa actividad taxonómica sobre la flora de fanerógamas de Irlanda, publicando The Irish Flora (1833).

## Biografía
Nacida en 1811, única hija de Henry y Bridget O'Kelly. Su padre era de Berkshire, Inglaterra, y se trasladó a Limerick por su trabajo como destilador. Su tío fue el astrónomo y vicepresidente de la Royal Society, Francis Baily. Después de la muerte de sus dos padres a una edad temprana, Katherine fue criada por su tío Matthias O'Kelly de Rochestown House, Killiney, Condado de Dublín. Matthias tenía un interés en historia natural, así como uno de sus propios hijos, Joseph O'Kelley, que fue geólogo.
En 1838, se casó con Robert Kane. Se cree que lo conoció a Kane después de una prueba de The Irish flora fue enviada a él por error. Cuando su marido fue elegido presidente de la recién formada Queen's College Cork, Lady Kane negó a moverse allí, prefiriendo permanecer en Dublín, tendiendo a su colección de plantas exóticas.
Los Kane tuvieron siete hijos sobrevivientes, incluyendo a Robert Romney Kane y Henry Coey Kane. Ella murió el 25 de febrero de 1886 en Dublín.

## Obra botánica
Su obra linneana de 1833 The Irish Flora, que se publicó anónimamente, se ascribe de ella. Katherine tenía 22 años en el momento de su primera publicación y aunque no es una obra grande, fue una de las primeras de su tipo, y alabada por su exactitud. El libro se convirtió en texto recomendado en botánica del Trinity College, Dublín, ya que contenía el primer registro de muchas plantas.
Se cree que John White, del Jardín Botánico Nacional de Irlanda, la ayudó con la compilación de la obra, y que el Dr. Walter Wade la estimuló a hacerla.
En 1836, con 25 años de edad, Katherine se convirtió en la primera mujer en ser electa miembro de la Sociedad Botánica de Edimburgo, y su herbario está ubicado en la Universidad Colegio Cork.
Estuvo interesada en el cultivo de árboles, publicando acerca del asunto en Irish Farmer's and Gardener's Magazine.